# 新海逸集團
新海逸集團有限公司，簡稱新海逸集團（英語：SingHaiyi Group Limited，SGX：5H0、OTCBB：XPHLY
），在2006年12月28日，由富室裝潢集團有限公司換取在新加坡交易所創業板（凱利板前身）上市而來。當時由特速集團有限公司（恆輝企業集團有限公司前身）旗下公司，持有63%股權，現時為新加坡海逸控股私人有限公司旗下。
而前身為「新加坡特速集團有限公司」和「新加坡特速置地有限公司」。
現時在中國內地、香港、新加坡、馬來西亞、加拿大、美國等，經營房地產等行業。總部位於81 Ubi Avenue 4 #02-20
UB.One Singapore 408830。現時由主席為Neil Bush，而總裁為陈怀丹。

## 連結
- XPressGroup.com （页面存档备份，存于）